# 天卫九
天卫九，又名克萊西達（英語：Cressida），是环绕天王星运行的一颗卫星，于1986年由旅行者2号發現。
傳統上所有天王星的英語名字都是以威廉·莎士比亞或亞歷山大·蒲柏的作品中的人物的名稱來命名的，這個傳統從約翰·赫歇爾開始的一直延用至今。天衛九的英語名克萊西達是莎士比亞悲劇《脫愛勒斯與克萊西達》中，女主角特洛伊著名悲劇女英雄克萊西達的名字。